# Herrhammer
Die Herrhammer GmbH Spezialmaschinen ist der Marktführer in der Automation und weltgrößter Anbieter von Lösungen im Bereich Maschinen zur Kerzenherstellung.

## Gründung und Unternehmensgeschichte

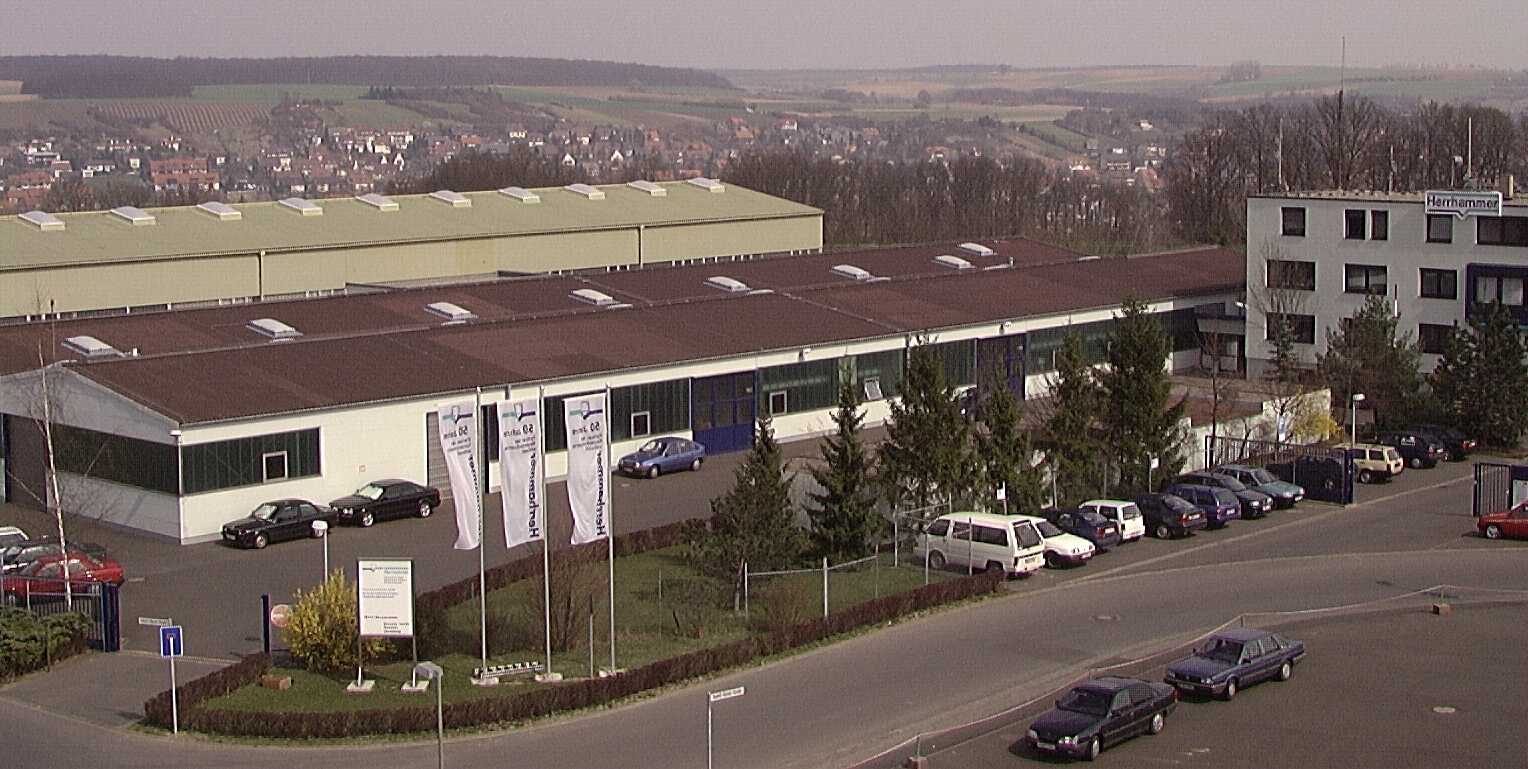
Verwaltung am Herrhammer-Firmensitz in Ochsenfurt am Main

Alfred Herrhammer gründete im Jahr 1948 unter einfachsten Verhältnissen in Winterhausen am Main die Firma Maschinen- und Apparatebau Alfred Herrhammer, die überwiegend beschädigte Werkzeugmaschinen aus Großbetrieben aufkaufte, überholte und weiterveräußerte. Im Frühjahr 1950 beauftragte die Firma Wachs Schenk aus Würzburg Herrn Herrhammer zum Bau einer Maschine zum Anfräsen von Kerzenköpfen. Dieses Geschäft war der Beginn für die gesamte spätere Ausrichtung des Produktprogramms bis in die Neuzeit.
1972 tritt der Sohn Peter Herrhammer in das Unternehmen ein und trägt maßgeblich zur Erneuerung und Modernisierung des Produktprogramms bei. Zudem verstärkte er das Auslandsgeschäft, das heute einen Anteil von ca. 75 % beträgt.
Jochen Herrhammer, der Enkel des Firmengründers, übernahm nach seinem Maschinenbaustudium gemeinsam mit seinem Vater die Leitung des Unternehmens. Bis zu seinem Tod 2004 verbesserte er insbesondere die internen Prozesse der Firma und schaffte eine IT-gestützte Organisationsstruktur.
Nach zwei Umzügen, zunächst nach Ochsenfurt und später in den Ochsenfurter Ortsteil Hohestadt, ist die Firma Herrhammer GmbH Spezialmaschinen zusammen mit ihrer Tochterfirma Kürschner Maschinen-Service GmbH heute ein weltweit operierender Technologieführer für Kerzenproduktionsmaschinen mit 80 Mitarbeitern an zwei Produktionsstandorten in Deutschland und einem Servicebüro in China.
Koordinaten: 49° 39′ 41,3″ N, 10° 3′ 3,8″ O